# Seewalchen am Attersee
Seewalchen am Attersee é um município da Áustria localizado no distrito de Vöcklabruck, no estado de Alta Áustria.